# World Duty Free
World Duty Free (WDF) es una sociedad de cartera italiana nacida en 2013 que controla World Duty Free Group, uno de los principales operadores del sector de la venta al por menor en aeropuertos a nivel mundial. Cuenta con establecimientos comerciales de conveniencia en aeropuertos de 20 países en 4 continentes. 
Además de la línea de negocio aeroportuario, la empresa también gestiona espacios comerciales en recintos culturales, hecho que la diferencia del resto de compañías del sector. La empresa ofrece una gama de productos que se engloba en las siguientes categorías: belleza, bebida, tabaco y alimentación. El grupo se encuentra presente en 20 países, opera más de 500 tiendas y emplea a unos 8.500 trabajadores. 
World Duty Free es controlada en un 59% por el Edizione Holding, vehículo de inversión de la familia Benetton, la compañía holding financiera, también posee Autogrill adquirió una participación de control en este proceso.
En 2013 Autogrill vendió mediante dividir el sector Travel Retail & Duty Free preso in World Duty Free Group, a World Duty Free, nuevo holding de grupo, cotiza el mes de octubre de 2013 en la bolsa de Milán.

## Historia

### División de negocio
El 6 de junio de 2013, los accionistas de Autogrill aprobaron el proyecto de división parcial y proporcional a través del cual Autogrill S.p.A. transfirió los negocios de Travel Retail y Duty Free a su subsidiaria World Duty Free S.p.A. (empresa matriz de World Duty Free Group), beneficiaria tras la asignación del último paquete accionarial completo del negocio del grupo en Travel Retail y Duty Free. 
El 30 de agosto de 2013, presentó la solicitud para la cotización de sus acciones ordinarias en el Mercato Telematico Azionario (mercado electrónico de valores) organizado y regentado por la Borsa Italiana S.p.A.

### Compañía cotizada
El 1 de octubre de 2013, World Duty Free comenzó a cotizar en la Borsa Italia en Milán, hecho que señala la culminación del proceso de separación del grupo matriz Autogrill. 